# Sami Al-Najei
Sami Khalil Nasser Al-Najei (arabiska: سامي خليل ناصر النجعي), född 7 februari 1997, är en saudiarabisk professionell fotbollsspelare som spelar som mittfältare för Saudiarabiens landslag och Saudi Pro League-klubben Al-Nassr.

## Klubbkarriär

### Al Nassr

#### 2015-2016
2016 tog Al-Nassr in Al-Najei till förstalaget. Den 8 maj 2016 gjorde Al-Najei sin debut som avbytare i den 74:e minuten mot Al-Ittihad och gjorde sitt första mål. Fem dagar senare spelade han sin andra match mot Al-Shabab.

#### 2016-2017
Den 20 oktober 2016 spelade Al-Najei sin första match för säsongen mot Ittihad FC som ersatte Yahya Al-Shehri i den 58:e minuten, men han fick ett gult kort i matchen. Den 21 december 2016 gjorde Al-Najei sitt första mål för säsongen mot Al-Fateh i den 53:e minuten. Den 1 januari 2017 spelade han sin första match i startelvan mot Ettifaq FC. Den 14 mars 2017 fick han ett andra gult kort mot Al-Raed.

## Internationell karriär
Den 14 januari 2017 gjorde Al-Najei sin debut mot Kambodja i den 76:e minuten i en vänskapsmatch, matchen slutade 7-2 till saudiaraberna.

## Meriter

### Al Nassr
- Saudi Super Cup: 2020
- Arab Club Champions Cup: 2023

### Individuellt
Saudi Pro League Young Player of the Month: April & Maj 2021